# Charlotte (Carolina do Norte)
Charlotte é a cidade mais populosa do estado norte-americano da Carolina do Norte e a 16ª mais populosa dos Estados Unidos. Localiza-se no Condado de Mecklenburg, do qual é sede. Foi fundada em 20 de maio de 1755 e incorporada em 1768.
Com o apelido de "Queen City" ("Cidade Rainha"), Charlotte e também o condado em que se encontra foram denominados em homenagem ao povo alemão através da Princesa Carlota (Charlotte) de Mecklenburg, que tinha se tornado rainha-consorte da Grã-Bretanha como esposa de Jorge III do Reino Unido no ano anterior à fundação da cidade. O segundo apelido derivou de mais tarde no século XVIII. Durante a Guerra da Revolução Americana, o comandante da Grã-Bretanha general Charles Cornwallis ocupou a cidade mas foi mandado embora logo depois pelos cidadãos hostis, fazendo com que ele escrevesse que Charlotte era "a hornet's nest of rebellion," ("um ninho de vespas de rebelião"), dando a cidade o seu outro apelido de "The Hornet's Nest" ("O Ninho de Vespas").
A cidade é servida pelo Aeroporto Internacional de Charlotte-Douglas.

## Geografia
De acordo com o Departamento do Censo dos Estados Unidos, a cidade tem uma área de 803,6 km², dos quais 798,5 km² estão cobertos por terra e 5,1 km² (0,6%) por água.
Charlotte encontra-se a uma altitude de 232 m. Charlotte constitui a maior parte do Condado de Mecklenburg, no Piemonte Carolina. Charlotte centro da cidade fica no topo de uma longa subida entre dois riachos, Sugar Creek e Irwin Creek, e foi construído sobre as gunnies dos St. Catherine e Rudisill ouro minas.
Embora o rio Catawba e seus lagos se localizem vários quilômetros a oeste, não há corpos de água significativos ou outras características geológicas próximas ao centro da cidade. Consequentemente, o desenvolvimento não foi limitado nem ajudado por vias navegáveis ou portos que contribuíram para muitas cidades de tamanho similar. A falta dessas obstruções contribuiu para o crescimento de Charlotte como centro rodoviário, ferroviário e de transporte aéreo.

### Natureza
O Park Road Park, com 120 acres , é um marco proeminente perto da área do SouthPark. Park Road Park possui 8 quadras de basquete, 2 poços de ferradura, 6 campos de beisebol, 5 abrigos para piquenique, quadras de vôlei, playgrounds, trilhas, quadras de tênis e um lago de 11 hectares. O Departamento de Parques e Recreação de Charlotte-Mecklenburg opera 36 instalações de tênis e 12 quadras de tênis iluminadas no parque .
A seção urbana de Little Sugar Creek Greenway foi concluída em 2012. Inspirado em parte pelo San Antonio River Walk , e integrante do extenso sistema de parques urbanos de Charlotte, é "um grande marco", de acordo com Gwen Cook, planejadora de vias verdes para Mecklenburg County Park e recreação. No entanto, o Little Sugar Creek Greenway não tem qualquer relação com o San Antonio River Walk. O Little Sugar Creek Greenway é propenso a inundações durante tempestades e períodos de chuva forte. A criação da Little Sugar Creek Greenway custou US $ 43 milhões e foi controversa porque exigiu a aquisição forçada de várias empresas locais estabelecidas.

### Paisagem urbana

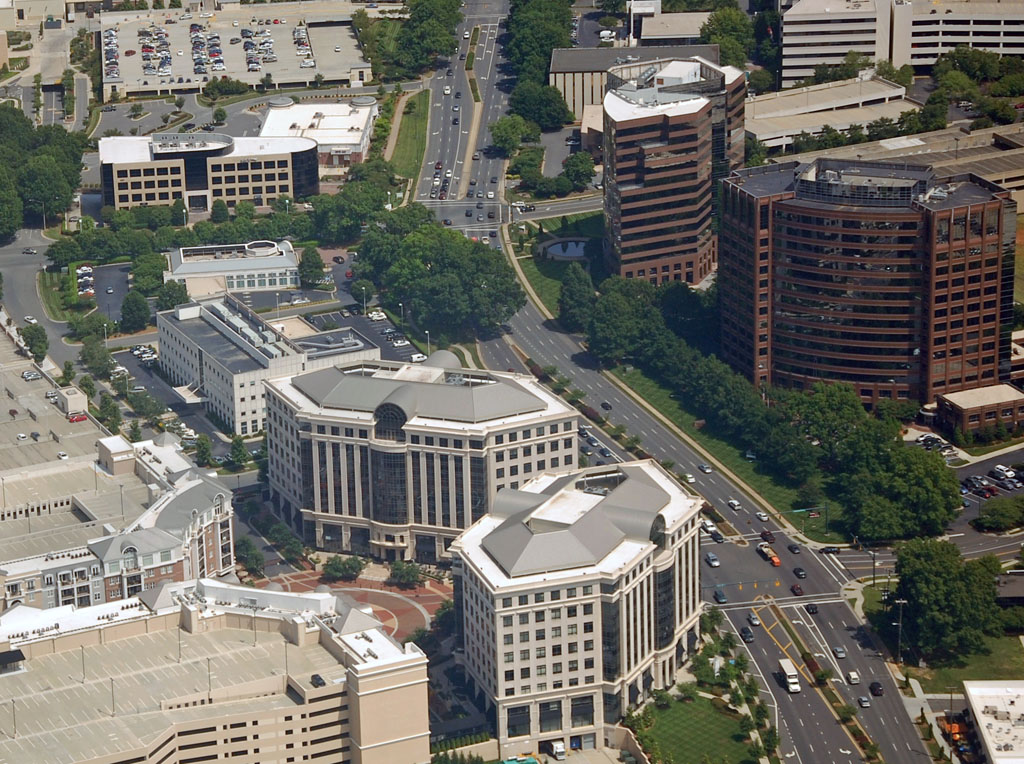
Bairro SouthPark de Charlotte.

Charlotte tem 199 bairros irradiando em todas as direções de Uptown. Biddleville, o principal centro histórico da comunidade afro-americana de Charlotte, fica a oeste de Uptown, começando no campus da Johnson C. Smith University e se estendendo até o aeroporto . A leste de The Plaza e ao norte da Avenida Central, o Plaza-Midwood é conhecido por sua população internacional, incluindo europeus orientais, gregos, médios-orientais e hispânicos. O North Tryon e a área de Sugar Creek incluem várias comunidades asiáticas americanas . NoDa(North Davidson), ao norte de Uptown, é um centro emergente de artes e entretenimento. Myers Park, Dilworth, e Eastover são o lar de algumas das casas mais antigas e maiores de Charlotte, em avenidas arborizadas, com Freedom Park nas proximidades 
A área SouthPark oferece lojas, restaurantes e moradias multifamiliares. Far South Boulevard é o lar de uma grande comunidade hispânica. Muitos estudantes, pesquisadores e profissionais afiliados moram perto da UNC Charlotte, na área nordeste conhecida como University City.
A grande área conhecida como Southeast Charlotte é o lar de muitas comunidades de golfe, empreendimentos de luxo, igrejas, o centro comunitário judaico e escolas particulares. Como a terra não desenvolvida em Mecklenburg tornou-se escassa, muitas dessas comunidades expandiram-se para Weddington e Waxhaw em Union County, Ballantyne, no sul de Charlotte, e quase todas as áreas do perímetro I-485, experimentaram um rápido crescimento nos últimos dez anos.
Desde a década de 1980, em particular, a Uptown Charlotte passou por uma grande construção de edifícios, abrigando o Bank of America, o Wells Fargo , a Hearst Corporation, a Duke Energy, vários hotéis e vários condomínios .

## Demografia
Charlotte é a maior cidade da costa leste dos Estados Unidos entre Filadélfia e Jacksonville. Desde 1900, o crescimento populacional médio, a cada dez anos, é de 39,6%.

### Censo 2020
Segundo o censo nacional de 2020, a sua população é de 874 579 habitantes e sua densidade populacional é de 1 095,3 hab/km². Seu crescimento populacional na última década foi de 19,6%, bem acima do crescimento estadual de 9,5%. É a cidade mais populosa do estado e a 16ª mais populosa do país.
Possui 379 904 residências que resulta em uma densidade de 475,8 residências/km² e um aumento de 18,8% em relação ao censo anterior. Deste total, 6,4% das unidades habitacionais estão desocupadas. A média de ocupação é de 2,5 pessoas por residência.

### Censo 2010
Segundo o censo nacional de 2010, a sua população é de 731 424 habitantes e sua densidade populacional é de 942,4 hab/km². Possui 1 745 524 habitantes em sua região metropolitana.
Em 2007, a área metropolitana de Charlotte tinha uma população estimada de 1 897 034 habitantes. A área da metrópole de Charlotte faz parte de uma área maior de 13 condados do mercado de trabalho da região ou "área de estatística combinada", que tem uma população estimada (em 2007) de 2 277 074 habitantes.
Em 2008, Charlotte foi escolhida como o "Melhor lugar para se viver na América", com base em seus dados anuais, baseados em fatores incluindo oportunidades de trabalho, quantidade de crime e preço de imóveis. Também foi nomeada o 8º dos 100 "Melhores Lugares para Viver e Prosperar" por CNNMoney.com - cidades escolhidas pelo tipo de vida vibrante e oportunidades para novos negócios.

### Religião
Charlotte historicamente tem sido uma cidade protestante. É o local de nascimento de Billy Graham , e também é a sede histórica do presbiterianismo do sul, mas as mudanças demográficas da crescente população da cidade trouxeram dezenas de novas denominações e crenças. A Associação Evangelística Billy Graham, Wycliffe Bible Translators ' JAARS Center, SIM Missões Organização e o Instituto de Pesquisa Christian fazem suas casas em área geral de Charlotte. No total, Charlotte possui mais de 700 locais de culto.

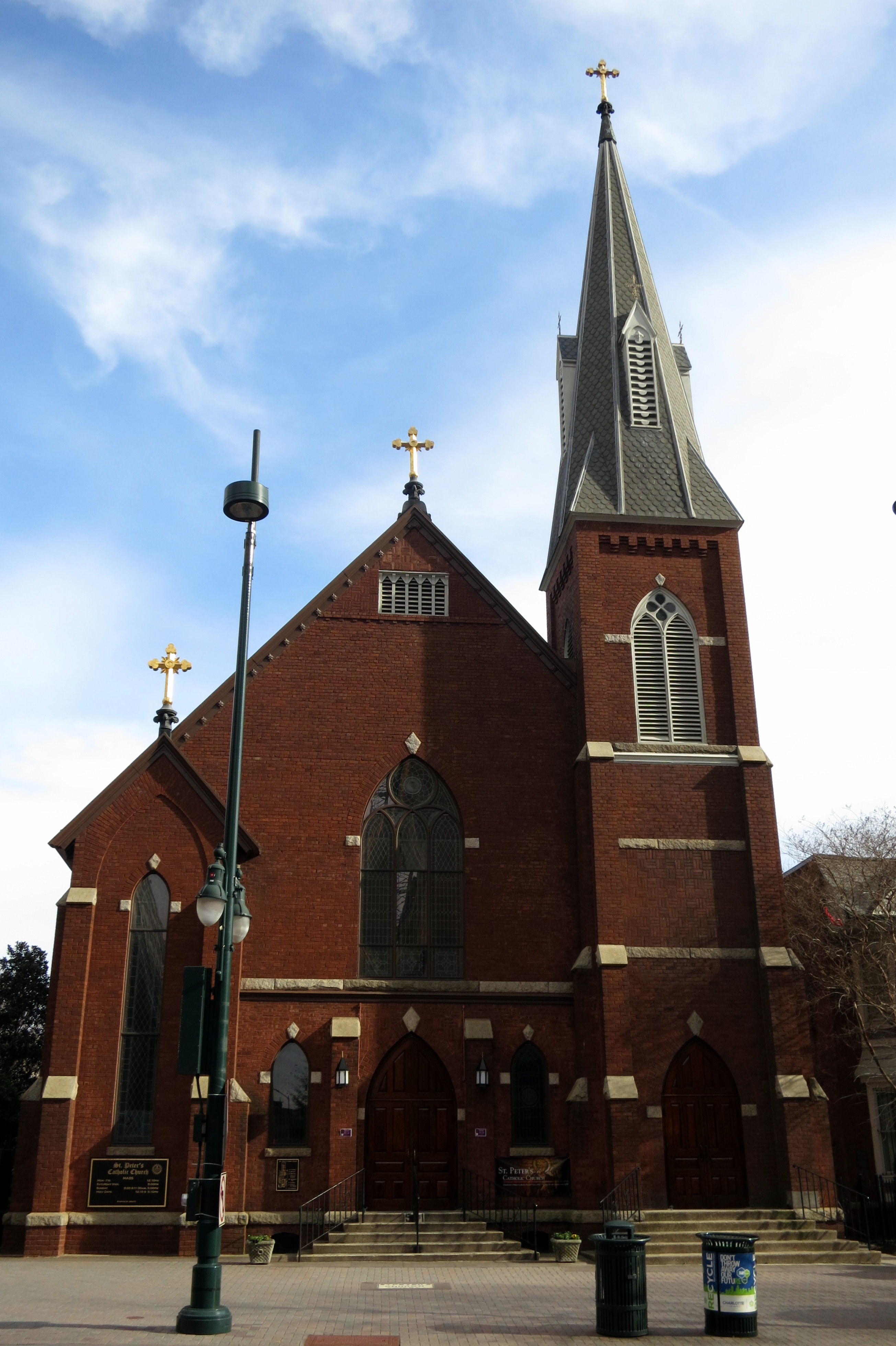
A Igreja Católica de São Pedro, localizada em Uptown, é a igreja católica mais antiga da cidade.

A Igreja Presbiteriana (EUA) é hoje a quarta maior denominação de Charlotte, com 68.000 membros e 206 congregações. A segunda maior denominação presbiteriana, a Igreja Presbiteriana na América tem 43 igrejas e 12.000 membros, seguida pela Igreja Presbiteriana Reformada Associada com 63 igrejas e 9.500 membros.
A Comunhão de Paz Batista da América do Norte está sediada em Charlotte, e tanto o Seminário Teológico Reformado quanto o Seminário Teológico Gordon-Conwell têm campi lá; mais recentemente, os departamentos acadêmicos de Estudos Religiosos das faculdades e universidades locais de Charlotte também cresceram consideravelmente.
A Igreja Cristã Adventista está sediada em Charlotte.
A Conferência Anual da Western North Carolina da Igreja Metodista Unida está sediada em Charlotte.
A maior igreja protestante em Charlotte, por assistência, é Elevation Church, uma igreja batista do sul fundada pelo pastor Steven Furtick. A igreja tem mais de 15.000 fiéis em nove locais de Charlotte.
A Catedral de São Patrício de Charlotte é a sede do bispo da Diocese Católica Romana de Charlotte. A Missa Tradicional Latina é oferecida pela Sociedade de São Pio X na Igreja Católica de Santo Antônio, nas proximidades de Mount Holly. A Missa Tradicional Latina também é oferecida em St. Ann, Charlotte, uma igreja sob a jurisdição do Bispo Católico Romano de Charlotte. A paróquia de São Mateus, localizada no bairro Ballantyne, é a maior paróquia católica com mais de 30.000 paroquianos .
A catedral da Igreja Ortodoxa Grega para a Carolina do Norte, a Holy Trinity Cathedral, está localizada em Charlotte.
A Igreja Católica de São Pedro, localizada em Uptown, é a igreja católica mais antiga da cidade.
Charlotte tem a maior população judaica nas Carolinas. Shalom Park, no sul de Charlotte, é o centro da comunidade judaica, com duas sinagogas, Temple Israel e Temple Beth El, bem como um centro comunitário, a Escola de Dia Judaica de Charlotte para os graus K-5 e a sede da Charlotte Jewish News .
A partir de 2013 , 51,91% das pessoas em Charlotte praticam religião regularmente, tornando-se a segunda cidade mais religiosa da Carolina do Norte depois de Winston-Salem. A maior religião em Charlotte é o cristianismo, com os batistas (13,26%) tendo o maior número de adeptos. O segundo maior grupo cristão são os católicos romanos (9,43%), seguidos pelos metodistas (8,02%) e presbiterianos (5,25%). Outras afiliadas cristãs incluem pentecostais (2,50%), luteranos (1,30%), episcopais (1,20%), santos dos últimos dias.(0,84%) e outras igrejas cristãs (8,87%), incluindo as congregações ortodoxas orientais e não-denominacionais . O judaísmo (0,57%) é a segunda maior religião depois do cristianismo, seguida pelas religiões orientais (0,34%) e pelo islamismo(0,32%) .

## Economia
Charlotte tornou-se um importante centro financeiro dos Estados Unidos com o segundo ativo bancário depois da cidade de Nova Iorque . A segunda maior instituição financeira do país em ativos totais, o Bank of America, chama a cidade de lar. A cidade também foi a antiga casa corporativa do Wachovia até sua aquisição em 2008 pela Wells Fargo; O Wells Fargo integrou o legado Wachovia, com os dois bancos totalmente integrados no final de 2011, que incluiu a transição de todas as filiais do Wachovia nas Carolinas para as filiais do Wells Fargo até outubro de 2011. Desde então, Charlotte se tornou a sede regional das operações da Costa Leste. da Wells Fargo, que está sediada em San Francisco, Califórnia. Charlotte também atua como sede das atividades do mercado de capitais da Wells Fargo, incluindo vendas e comércio, pesquisa de ações e banco de investimento. A sede do Bank of America, juntamente com outras empresas regionais de serviços bancários e financeiros, está localizada principalmente no distrito comercial central de Uptown. A sede da Microsoft na costa leste está localizada em Charlotte.

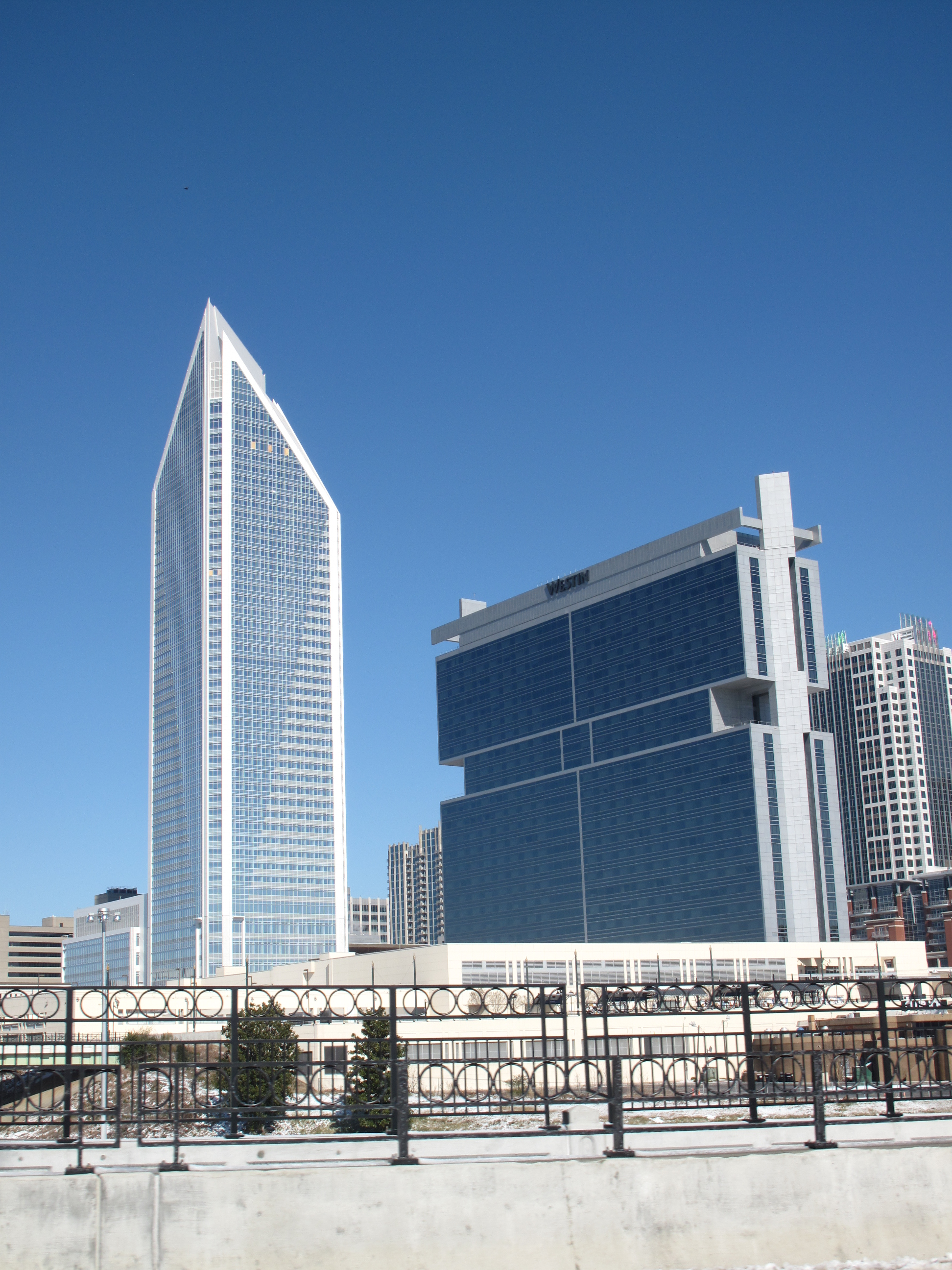
Duke Energy Center e The Westin em Charlotte, 2010.

Charlotte tem sete empresas da Fortune 500 em sua área metropolitana. Listados em ordem de classificação, eles são: Bank of America, Lowe, Honeywell, Duke Energy, Nucor (produtora de aço), Sonic Automotive e Sealed Air. A área de Charlotte inclui uma grande variedade de empresas, incluindo alimentos como a Harris Teeter, a Snyder's-Lance, a Carolina Foods Inc, a Bojangles, a Food Lion, a Compass Group USA e a Coca-Cola Bottling Co. Consolidated.(Charlotte sendo a segunda maior engarrafadora da Coca-Cola do país); fabricante de portas e janelas JELD-WEN , empresas de motores e transporte, como a RSC Brands, a Continental Tire the Americas, LLC. , Meineke Car Care Centers, empresas Carlisle (juntamente com vários outros serviços); empresas de varejo Belk, Cato Corporation e Rack Room Shoes, juntamente com uma grande variedade de outros negócios.
Charlotte é o principal centro da indústria automobilística dos EUA, abrigando vários escritórios da NASCAR, o NASCAR Hall of Fame e o Charlotte Motor Speedway em Concord. Aproximadamente 75% das equipes de corrida, funcionários e pilotos da indústria da NASCAR são baseados nas proximidades. A grande presença da indústria de tecnologia de corrida e a recém-construída dragstrip da NHRA, a zMAX Dragway em Concord, estão influenciando outros pilotos de drag racing profissionais a mudarem suas lojas para Charlotte. Um Wells Fargo Center por trás do Latta Arcade em Uptown, Charlotte, localizado na parte ocidental do Condado de Mecklenburg é o Centro Nacional de Whitewater dos EUA, que consiste de corredeiras artificiais de diferentes graus, e está aberto ao público durante todo o ano .

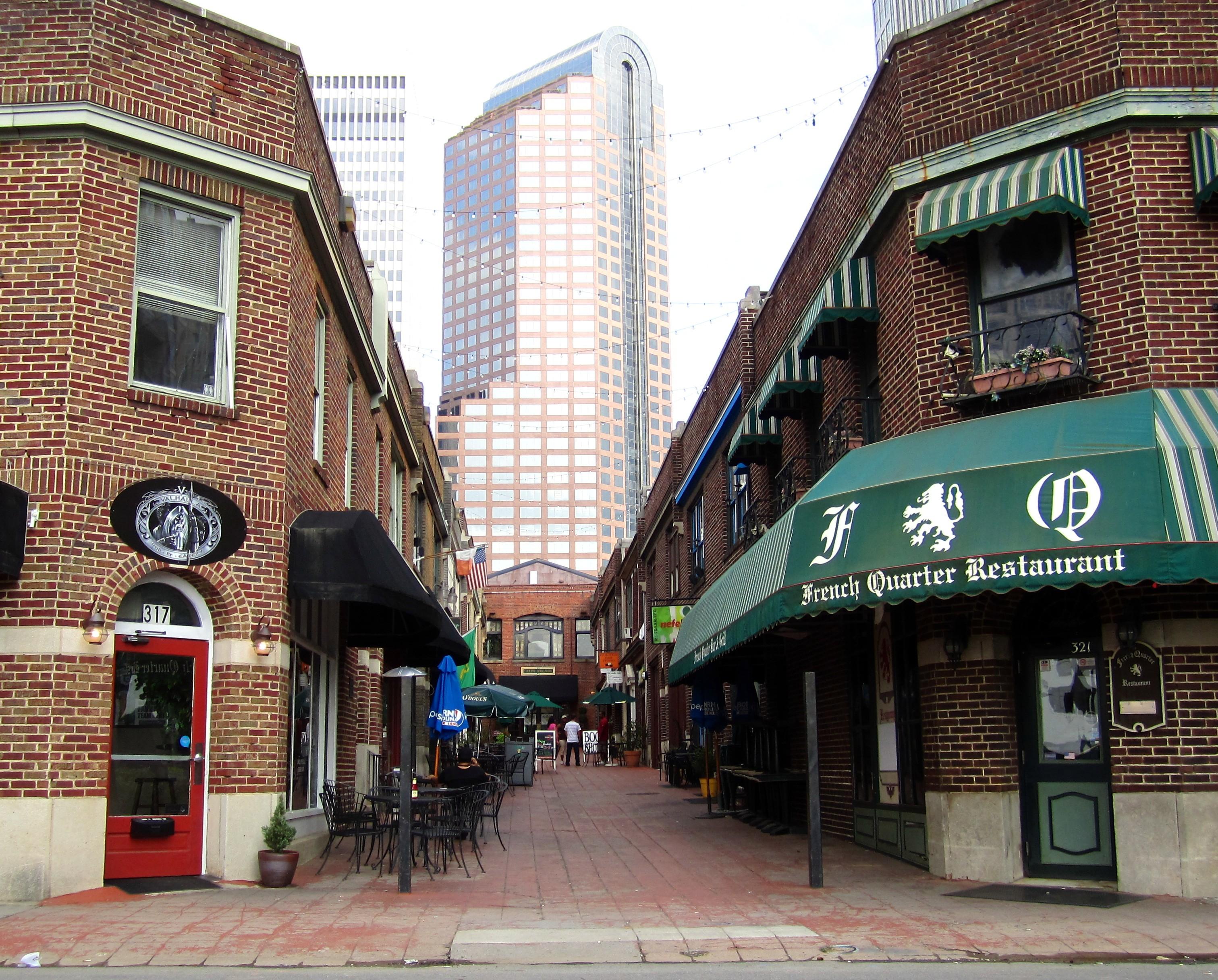
Wells Fargo Center por trás do Latta Arcade em Uptown, Charlotte.

A região de Charlotte tem uma grande base de organizações orientadas para a energia e se tornou conhecida como "Charlotte USA - The New Energy Capital". Na região, existem mais de 240 empresas diretamente ligadas ao setor de energia, empregando coletivamente mais de 26.400. Desde 2007, mais de 4.000 empregos no setor de energia foram anunciados. Os principais players de energia em Charlotte incluem a AREVA, a Babcock & Wilcox, a Duke Energy, a Electric Power Research Institute, a Fluor, a Metso Power, a Piedmont Natural Gas, a Albemarle Corp, a Siemens Energy, a Shaw Group, a Toshiba, a URS Corp. e a Westinghouse. A Universidade da Carolina do Norte em Charlotte tem uma reputação em educação e pesquisa em energia, e seu Centro de Produção e Infraestrutura de Energia (EPIC) treina engenheiros de energia e conduz pesquisas.
A área é um centro de transporte de carga e transporte cada vez maior para a Costa Leste. A cidade de Charlotte Center viu um crescimento notável na última década. Numerosas unidades residenciais continuam a ser construídas na cidade, incluindo mais de 20 arranha-céus em construção, concluídos recentemente ou em fase de planejamento. Muitos novos restaurantes, bares e clubes agora operam na área Uptown. Vários projetos estão transformando a área de Midtown Charlotte/Elizabeth .
Em 2013, a Forbes nomeou Charlotte entre sua lista de Melhores Lugares para Negócios e Carreiras. Charlotte foi listada como a 20ª maior cidade dos EUA e a 60ª cidade que mais cresceu nos EUA entre 2000 e 2008 .

## Esportes

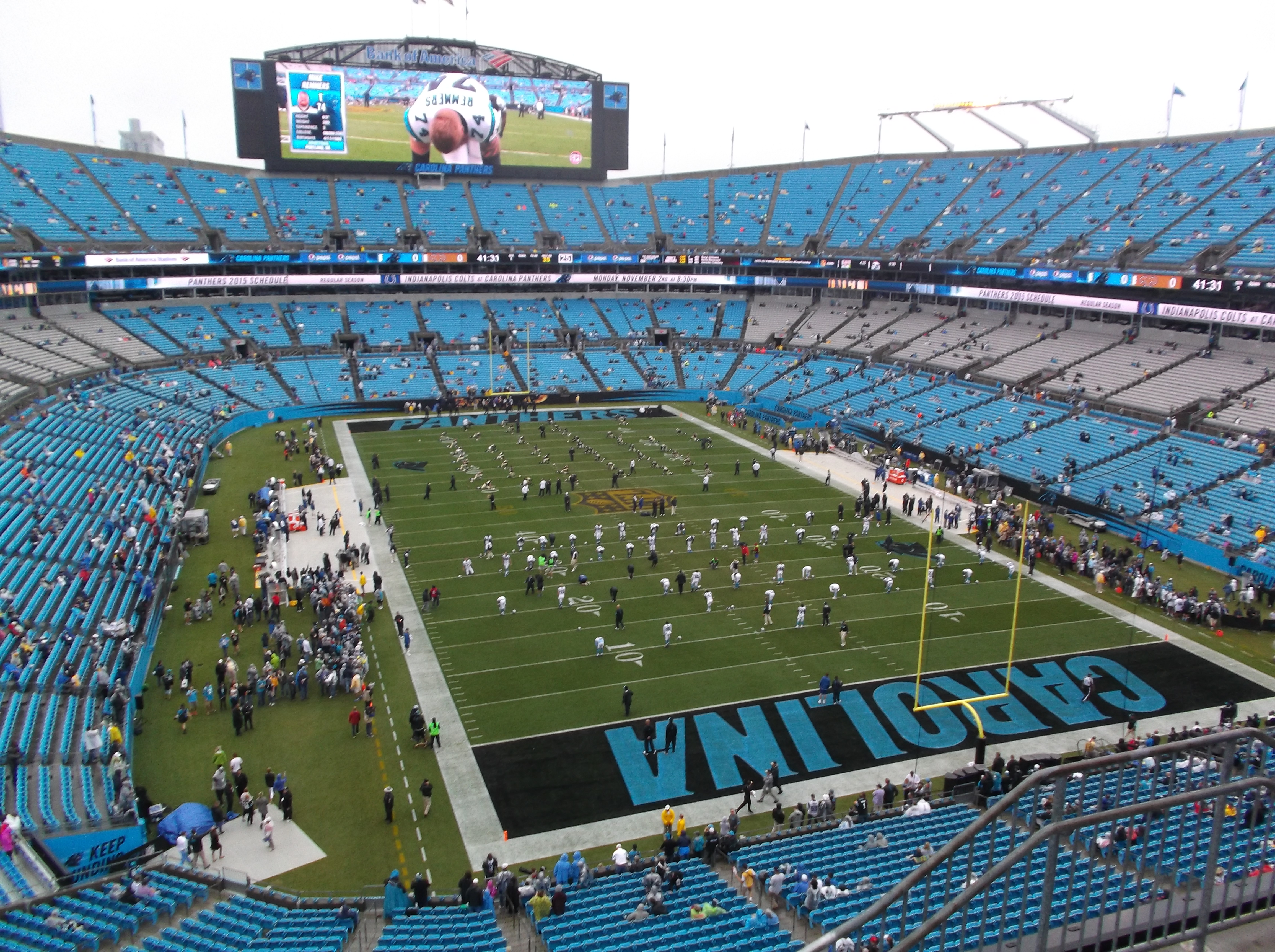
Bank of America Stadium, casa do Carolina Panthers.

A cidade é a casa do time de futebol americano Carolina Panthers, do time de basquetebol Charlotte Hornets e do futuro time da MLS a partir de 2022 Charlotte FC, a cidade também é muito relacionada com a NASCAR.

## Marcos históricos
O Registro Nacional de Lugares Históricos lista 79 marcos históricos em Charlotte. O primeiro marco foi designado em 17 de abril de 1970 e o mais recente em 18 de setembro de 2017.

## Cidades irmãs
Charlotte possui oito cidades irmãs:
- Arequipa, Peru (desde 1962)
- Krefeld, Alemanha (desde 1985)
- Baoding, China (desde 1987)
- Voronezh, Rússia (desde 1991)
- Limoges, França (desde 1992)
- Wrocław, Polônia (desde 1993)
- Kumasi, Gana (desde 1995)
- Manaus, Brasil (desde 2006)